# Sân bay Oshakati
Sân bay Oshakati (IATA: OHI, ICAO: FYOS) là một sân bay ở Oshakati, Namibia.